# Orasiopa mera
Orasiopa mera är en tvåvingeart som först beskrevs av Cresson 1939.  Orasiopa mera ingår i släktet Orasiopa och familjen vattenflugor. Inga underarter finns listade i Catalogue of Life.